# Галкин, Алексей Николаевич (эстонский футболист)
Алексей Николаевич Галкин (эст. Aleksei Galkin; 1 июля 1979, Пярну) — эстонский футболист, защитник и нападающий, тренер.

## Биография
Всю карьеру в большом футболе провёл в клубах из Пярну. В 1999 году в составе «Тервиса» стал вторым бомбардиром зонального турнира второй лиги Эстонии (16 голов). В 2000 году в составе «Левадии» (Пярну) стал победителем зонального турнира второй лиги и снова стал вторым бомбардиром (15 голов), на следующий год вместе с «Левадией» стал победителем первой лиги. 26 апреля 2002 года сыграл дебютный матч в высшем дивизионе против «Флоры», а 20 октября 2002 года забил первые голы в элите, сделав дубль в игре против «Транса» (3:4). По итогам сезона 2002 года пярнуская «Левадия» вылетела из высшей лиги и объединилась с другим городским клубом — «Вапрус», в котором футболист провёл следующие восемь сезонов. В 2006—2008 годах вместе с «Вапрусом» снова играл в высшей лиге. В 2011 году после очередного объединения городских клубов игрок стал представлять «Пярну ЛМ» в первой лиге, а в конце карьеры играл в третьей лиге за «Метрополь».
Всего в высшем дивизионе Эстонии сыграл 116 матчей и забил 12 голов.
В 2010-е годы выступал в пляжном футболе за клубы высшей и первой лиг Эстонии. В 2011—2012 годах выступал за сборную Эстонии (9 игр и 7 голов). Играл за границей — в России за «ФК Сити» из Санкт-Петербурга (2015), в Латвии за «Зеп» и «Крейсс», в Литве за «Игол» (Вильнюс), принимал участие в европейских кубковых турнирах. В 2016 году с клубом «ValiceCar» стал чемпионом Эстонии, шестым бомбардиром чемпионата (18 голов) и был признан лучшим игроком чемпионата. Становился чемпионом Латвии и Литвы. В 2019 году в качестве играющего тренера клуба «Thunder/Häcker» снова стал чемпионом Эстонии. В 2019 году ассистировал Кристиану Мармору в тренерском штабе сборной Эстонии.
В 2020—2023 годах — главный тренер сборной Эстонии по пляжному футболу, с которой в 2021 году стал победителем Дивизиона «Б» Евролиги и на следующий год участвовал в Дивизионе «А», где команда финишировала девятой.